# محمد صنقور
محمد صنقور (1 مايو 1968 -) هو عالم دين شيعي بحريني.

## حياته ونشأته
مواليد (1 مايو1968م في البحرين)  هو أحد علماء الدين الشيعة في البحرين، يعيش في قرية السنابس وهو رئيس حوزة الهدى للدراسات الإسلامية وهي أحد مراكز الدراسات الدينية لدى الشيعة استقر في البحرين بعد دراسة دامت تسعة سنين في إيران توجه للتدريس في الحوزات إلى أن استقر في التدريس للبحث الخارج في منزله.

## تحصيله العلمي
بدأ مشوار التحصيل العلمي الديني منذ أن بلغ العاشرة من عمرة ودرس المقدمات والسطوح ثم توجه لدراسة البحث الخارج في إيران وبالتحديد في قم المقدسة مدة تسع سنوات على يد الكثير من المراجع كما تميز بدراسته العميقة للفقه والأصول واشتهر بكتاباته المستمرة وثقل قلمه كما انتشرت مؤلفاته على مستوى العالم العربي والإسلامي ويعد من العلماء المميزين في البحرين في علمه وحكمته بالإضافة إلى كونه إمام جماعة ورئيسا للحوزة ويعد من أوائل أسماء العلماء المتعمقين في الدراسة الدينية في البحرين.

## الأعمال التي يمارسها[1]
1. رئاسة حوزة الهدى للدراسات الإسلامية
2. إمامة صلاة الجمعة بجامع الإمام الصادق بالدراز
3. إمامة الجماعة في عدد من المساجد
4. إقامة الخطب والمحاضرات
5. تدريس البحث الخارج في منزله

## أساتذته
1. آية الله الشيخ ميرزا جواد التبريزي
2. آية الله الشيخ محمد فاضل اللنكراني
3. آية الله الشيخ حسين وحيد الخراساني
4. آية الله السيد كاظم الحائري

## مؤلفاته
1. شرح الأصول (جزئين)
2. قراءة في مقتل الحسين ع
3. تساؤلات حول النهضة الحسينية
4. مقالات حول حقوق المرأة
5. المعجم الأصولي (جزئين)
6. أساسيات المنطق
7. محاضرة في تاريخ السفارات الكاذبة
8. مشروعية الشهادة بالولاية في الأذان
9. مشروعية السجود على التربة الحسينية والنذر والذبح لأهل القبور
10. قبض اليدين في الصلاة ومشروعية الجمع بين الصلاتين
11. الخمس فريضة إلهية - شبهات وردود
12. مشروعية التبرك وفلسفة التوسل ودليل شرعيته
13. مشروعية النياحة على الحسين (ع) ومشروعية الجزع على الحسين (ع)
14. شؤون قرآنية (جزئين)
15. توضيح القواعد الفقهية(جزئين)
16. شبهات مسيحية حول القرآن الكريم (جزئين)
17. تساؤلات حول وقائع من كربلاء
18. تواتر النص على الأئمة(ع)

## حوزة الهدى للدراسات الإسلامية
هي أحد مراكز الدراسات الدينية لدى الشيعة في البحرين وتقع في قرية السنابس وتعد من أكثر الحوزات نشاطا في البحرين وتمنح عدد من الشهادات وهي شهادة إتمام المعرفة الإسلامية وشهادات الدبلوم والبكالاريوس في الثقافة الإسلامية
1. 1 2  "محمد صنقور علي البحراني". www.goodreads.com. اطلع عليه بتاريخ 2024-05-26.
2. ↑  "الشيخ محمد صنقور علي البحراني". alfeker.net. اطلع عليه بتاريخ 2024-05-26.
3. ↑  "الشيخ محمّد صنقور". مركز الإشعاع الإسلامي. اطلع عليه بتاريخ 2024-05-26.
4. ↑  "اعتقال الشيخ محمد صنقور رسالة للطائفة الشيعية: الاستهداف لن يتوقف". مرآة البحرين. اطلع عليه بتاريخ 2024-05-26.